# Olga Kefalogianni

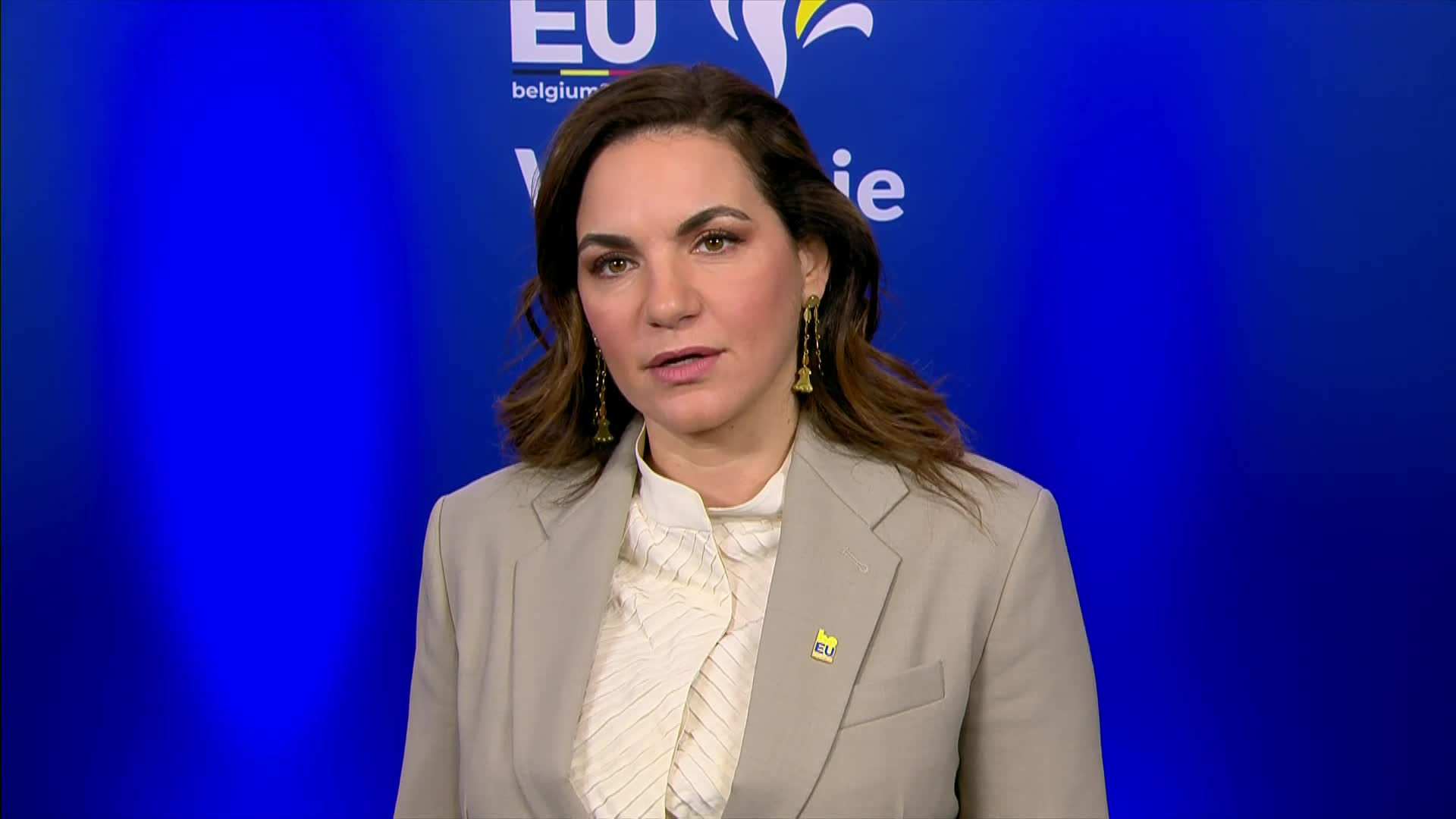
Olga Kefalogianni, 2024

Olga Kefalogianni (griechisch Όλγα Κεφαλογιάννη, * 29. April 1975 in Athen) ist eine griechische Rechtsanwältin und Politikerin der Nea Dimokratia.

## Privat
Sie ist die älteste von drei Töchtern des früheren Ministers Ioannis Kefalogiannis und der Rechtsanwältin Eleni Kefalogianni.
Seit 2010 ist sie mit Manos Pentheroudakis verheiratet.

## Werdegang
Kefalogianni studierte Rechtswissenschaften (Bachelor of Laws) an der Universität Athen, später Wirtschaft- und Unternehmensrecht (Master of Laws) am King’s College London (1998) und ab 2006 „International Affairs“ (second master) an der Fletcher School of Law and Diplomacy nahe Boston.

## Karriere

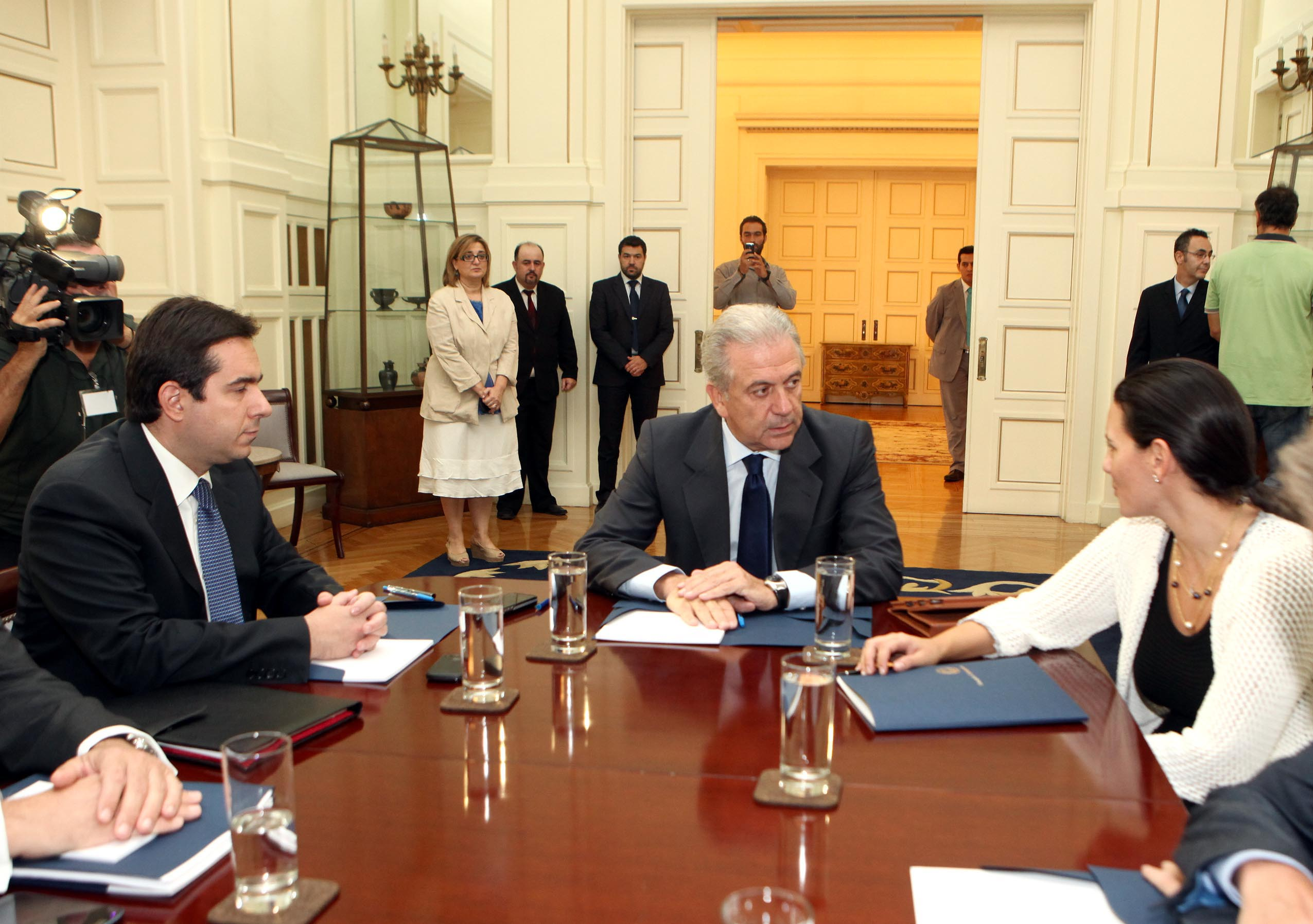
Olga Kefalogianni bei einer Besprechung mit Dimitris Avramopoulos (Mitte) 2012

Zwischen 1999 und 2004 arbeitete sie in mehreren Anwaltskanzleien in New York und Athen, sowie kurze Zeit für die Europäische Kommission im Sektor  Justiz, Freiheit und Sicherheit.
Anschließend war sie bis 2006 Referentin für Rechtsfragen des damaligen Ministerpräsidenten Kostas Karamanlis.
2007 zog sie erstmals in das Griechische Parlament ein und wurde 2009, 2012 sowie 2015 wiedergewählt. Ebenfalls ab 2009 war Kefalogianni in ihrer Partei auch für den Sektor Tourismus zuständig. Unter der Regierung Samaras führte sie dann zwischen 2012 und 2015 das Ministerium für Tourismus.
2023 trat Kefalogianni als Kandidatin für die konservative Partei Nea Dimokratia im Wahlbezirk Athen an und wurde wiedergewählt. Im Juni wurde sie von Kyriakos Mitsotakis zur Tourismusministerin seines Kabinetts ernannt.
Im September 2024 wurde bekannt, dass Kefalogianni auf Staatskosten für ihr Ministerbüro Perserteppiche im Wert von knapp 18.000 Euro gekauft hat. Es gab keine offene Ausschreibung, die Teppiche wurden per Direktvergabe erworben.